# Rhyscotus turgifrons
Rhyscotus turgifrons är en kräftdjursart som beskrevs av Gustav Budde-Lund 1885. Rhyscotus turgifrons ingår i släktet Rhyscotus och familjen Rhyscotidae. Inga underarter finns listade i Catalogue of Life.